# Adam von Weyher
Adam von Weyher (* 25. Januar 1613; † 14. Oktober 1676) war schwedischer Generalmajor, danach dänischer Generalfeldmarschall-Lieutenant und Gouverneur von Glückstadt sowie Erbherr auf Parlin, Mulkentin, Töltz und Cummerow.

## Herkunft
Seine Eltern waren Jacob von Weyher und  Anna von Mildenitz aus dem Hause Lentz. Nach dem frühen Tod seiner Eltern kam er zunächst zu seinem Großvater Bernd von Mildenitz und nach dessen Tode zu seinem Schwager Dinnies von Blankenburg.

## Leben
Nach anfänglichen Studien entschied er sich für eine militärische Laufbahn, die ihm aussichtsreicher schien. Durch gute Verbindungen wurde er Page beim schwedischen Reichskanzler Axel Oxenstierna. Dieser schickte ihn zum Prinzen Heinrich von Oranien. Er diente von 1638 bis 1640 in dessen Leibgarde. Nach seiner Rückkehr kam er zum Feldmarschall Johan Banér. Als dieser 1641 starb, brachte er den Leichnam zurück nach Stockholm. Dort traf er die schwedische Königin Christine von Schweden. Sie ernannte ihn zum Kapitain (Hauptmann) und schickte ihn zurück nach Deutschland zur Armee von Lennart Torstensson, der Freiburg belagerte. Beim Sturm auf die Stadt wurde er verwundet und für seine Tapferkeit wurde er zum Oberstwachtmeister und bald danach zum Oberstleutnant befördert. Nach dem Frieden von Münster wollte er seinen Abschied nehmen und kam zum Gefolge des Pfalzgrafen Karl Gustav, der später König von Schweden wurde. Von der Königin Christine wurde er dann zum Oberst befördert und erhielt 2000 Taler Wartegeld.
Im Jahr 1654 mit Beginn des schwedisch-polnischen Krieges wurde er Kommandant von Stettin und Chef eines Dragonerregiments. Mit dem Regiment marschierte er nach Preußen, um sich dort mit der Armee des Markgrafen Friedrich von Baden zu treffen. Die Armee wurde nach Warschau zurückgedrängt. Weyher wurde zum Kommandanten von Warschau unter Arvid Wittenberg ernannt. Zwei Monate konnte die Stadt Widerstand leisten, war dann aber gezwungen, zu verhandeln. Es wurde ein freier Abzug ausgehandelt, aber die Garnison wurde beim Auszug dann doch gefangen gesetzt. Er blieb für ein und ein halbes Jahr in Gefangenschaft. Nach seiner Rückkehr wurde er zum Generalmajor befördert. In dem kurz danach folgenden Krieg mit Dänemark wurde er Kommandant von Friderica, nachdem diese am 20. Oktober 1657 von den Schweden erobert worden war. 1658 kam von Weyher mit den Dragonern nach Fünen. In der Schlacht bei Nyborg kommandierte er das Zentrum unter dem Pfalzgrafen Philipp Florinus. Die Schweden erlitten eine katastrophale Niederlage, und Weyher geriet dort in Gefangenschaft, aus der er erst nach Ende des Krieges 1660 entlassen wurde. Aber sein Gönner, der König Karl X. Gustav, starb am 23. Februar 1660, und so nahm der General seinen Abschied, um sich auf seine Güter in Pommern zurückzuziehen.
Nach wenigen Jahren wurde er schon Generalmajor des Niedersächsischen Reichskreis. 1672 ging er als General der Infanterie in dänische Dienste. Dort wurde er am 14. Juni 1674 Ritter des Danebrog-Ordens und Generalfeldmarschall. Im dänisch-schwedischen Krieg zeichnete er sich bei der Verteidigung von Wismar, den Kämpfen in Schonen und bei der Eroberung von Helsingborg, Christianstadt und Landscron aus. Beim Sturm auf Landscron am 6. Juli 1676 wurde er schwer verletzt und starb am 14. Oktober 1676 an den Folgen.

## Familie
Er heiratete am 25. Januar 1654 Katharina von Khevenhüller, eine Tochter des aus Kärnten stammenden schwedischen Freiherren und Herren auf Julita in Südermanland Paul von Khevenhüller (1593–1655) und der Regina Katharina von Windischgrätz. Das Paar hatte 6 Söhne und 4 Töchter, darunter:
- Karl Philipp († 5. Mai 1694), gefallen als dänischer Oberst in Ungarn
- Axel Gustav († 1672), gefallen als kaiserlicher Major in Ungarn
- Johann Ernst, war 1695 dänischer Rittmeister
- Georg Rudolf, brandenburgischer Leutnant, Vater von Christian Rudolf von Weiher
- Katharina Amalie ⚭ Joachim Friedrich von Wreech (1650–1724)[3]
- Anna Elisabeth (* 1650) ⚭ 1675 Joachim von Carnitz (1635–1718), Herr auf Carnitz, Geheimer Rat, Schlosshauptmann in Cammin[4]